# 131245 Bakich
131245 Bakich è un asteroide della fascia principale. Scoperto nel 2001, presenta un'orbita caratterizzata da un semiasse maggiore pari a 2,7887411 UA e da un'eccentricità di 0,0811795, inclinata di 4,34042° rispetto all'eclittica.
L'asteroide è dedicato a Michael E. Bakich, divulgatore scientifico e storico dell'astronomia specializzata del XIX secolo.